# كيث بوث
كيث بوث (بالإنجليزية: Keith Booth)‏ مواليد 9 أكتوبر 1974 في بالتيمور، هو مدرب كرة سلة أمريكي ولاعب معتزل. بدأ مسيرته الاحترافية في سنة 1997. تم اختياره من قبل فريق شيكاغو بولز خلال الدرافت. لعب كرة السلة الجامعية في جامعة ميريلاند. اعتزل اللعب في 1999.

## روابط خارجية
- كيث بوث على موقع إن بي أي (الإنجليزية)
- كيث بوث على موقع سبورتس رفرنس (الإنجليزية)
- كيث بوث على موقع كلية كرة السلة في سبورتس رفرنس.كوم (الإنجليزية)
- كيث بوث على موقع ريلجم (الإنجليزية)
- كيث بوث على موقع بروبوليرز (الإنجليزية)